# Russenwechsel
Unter einem Russenwechsel verstand man in der Weimarer Republik hauptsächlich während der Zeit vom 1925er Wirtschaftsabkommen bis in die Weltwirtschaftskrise solche Handelswechsel, die von deutschen Exporteuren bei sowjetischen Trusts auf die sowjetische Staatsbank gezogen wurden und wegen ihrer langen Laufzeit von 2–4 Jahren spezielle Verfahren zur „Flüssigmachung“ mit sich brachten.
Verbreitet war die Vorgehensweise, sich eine Bürgschaftserklärung der Deutschen Revisions- und Treuhand-Aktiengesellschaft zu besorgen und nach beantragtem und genehmigtem Kredit das russische Akzept bei der Industriefinanzierungs-Aktiengesellschaft Ost (Ifago) einzureichen, die es bei der Reichshauptbank als Sicherheit dafür hinterlegte, dass der Fabrikant auf sie einen „dreimonatigen Reichsmark-Flüssigmachungswechsel“ ausschreiben durfte. Diesen hatte er nun sieben oder fünfzehn Mal vierteljährlich zu verlängern. Der Preis war der Zins zum Reichsbanksatz plus Kontoführungs- und Ifagogebühr. Der Vorteil bestand in der Zugänglichkeit des Verfahrens auch für kleinere Unternehmen; wer es billiger haben wollte, konnte die Wechsel auch bei der Golddiskontbank zu günstigeren Bedingungen einreichen.
Alle Kosten schlugen sich bei den Geschäften in Überpreisen für die Sowjets nieder, die sie vorerst akzeptierten, um einen Zugang zum internationalen Kreditmarkt zu bekommen. Nach dem deutschen Muster finanzierten bald auch die schweizerische Maschinenindustrie und die französische Motorenindustrie ihre Russlandgeschäfte, mitunter innerhalb des deutschen Garantierahmens. Niederländische und britische Banken begannen sich zu interessieren, waren die russischen Handelswechsel erst zu einem international umsetzbaren Finanzpapier geworden. Aber der Diskont von 30 Prozent, mit dem sie gehandelt wurden (bei Außenhandels-Wechseln sonst eher 10 Prozent), offenbarte den Nachteil für die Sowjet-Wirtschaft. Der Diskont drückte auch die Skepsis gegenüber dem neuen Staat aus, über dessen Regierung Reichsbankpräsident Schacht meinte, sie pfeife „finanziell auf dem letzten Loch“. Später wurde zwar behauptet, der Satz: „Russenwechsel sind bares Geld“, sei schon in den zwanziger Jahren ein geflügeltes Wort gewesen, aber es musste in dieser Zeit selbst Willi Münzenberg, Chef der Komintern-Westpropaganda, erst von einem Mitarbeiter des Berliner Bankhauses Von der Heydt überzeugt werden, bevor er das für einen Kommunisten eher ungewöhnliche Verfahren der Spekulation mit Russenwechseln zugunsten seines Konzerns wagte.